# منتوحتپ دوم
منتوحُتپ دوم فرعونی در دودمان یازدهم مصر بود که میان سال‌های ۲۰۶۱ تا ۲۰۱۰ پیش از میلاد پادشاهی می‌کرد. او که در آغاز در مصر علیا فرمانروایی می‌کرد، توانست در طول زندگی خود برای نخستین بار پس از دوره نخست میانی مصر را یکپارچه کند. پاپیروس تورین طول دوران فرمانروایی او را ۵۱ سال تمام ذکر می‌کند.

## خانواده
منتوحتپ دوم پسر اینتف سوم و شهبانو یاح بود.
همسر اصلی او شهبانو تم بود. نام دیگر همسران او نفرو دوم، عاشیت، هنحنت، کاویت، کمسیت و ساده بودند. جانشین او، منتوحتپ سوم، نتیجه ازدواجش با تم بود.

## دوران
او زمانی میان ۳۰ تا ۳۹ سال فرمانروایی کرد. او را بنیان‌گذار و آغازگر پادشاهی میانه می‌شناسند و نخستین شاهی بود که القاب شاهی با هر پنج نام آن را دارا بود. او در طول فرمانروایی‌اش دو بار نام حوروسی خود را تغییر داد. واپسین آن‌ها معنای «یکپارچه کننده‌ی دو سرزمین» می‌دهد.

## نگارخانه

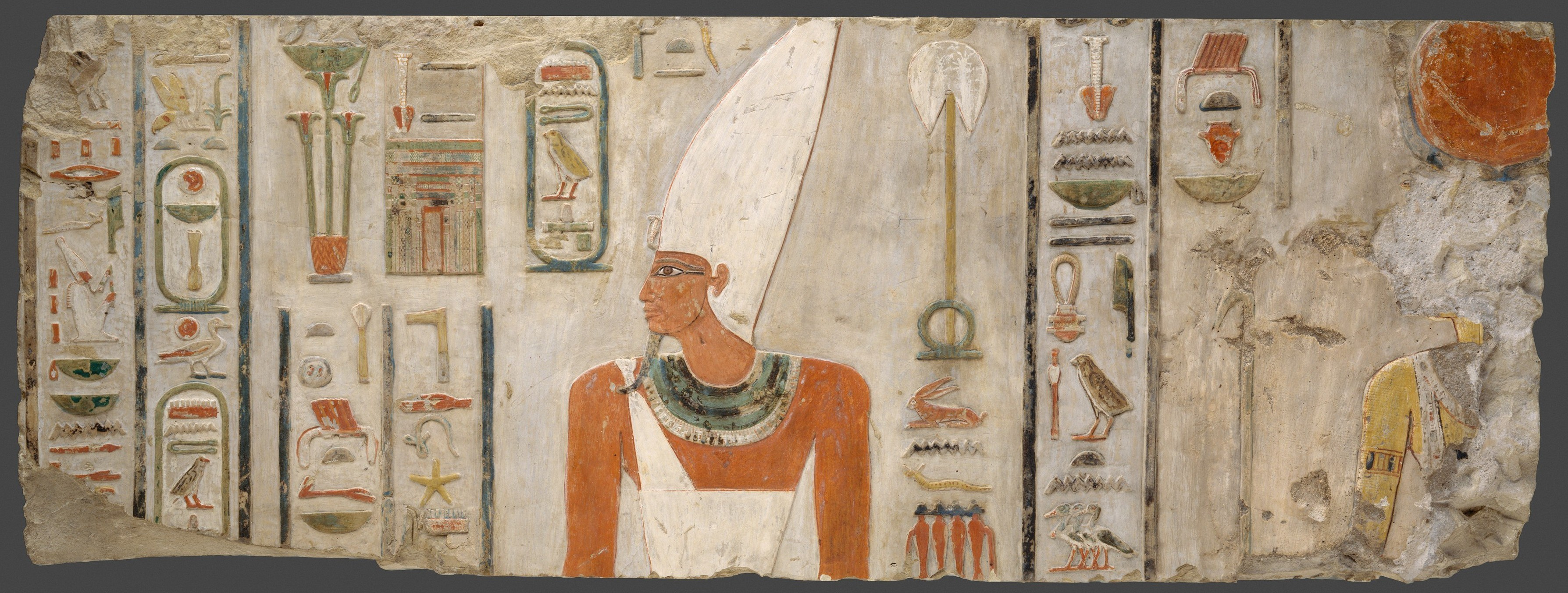
نگاره‌ای در معبد منتوحتپ دوم در دیر البحری
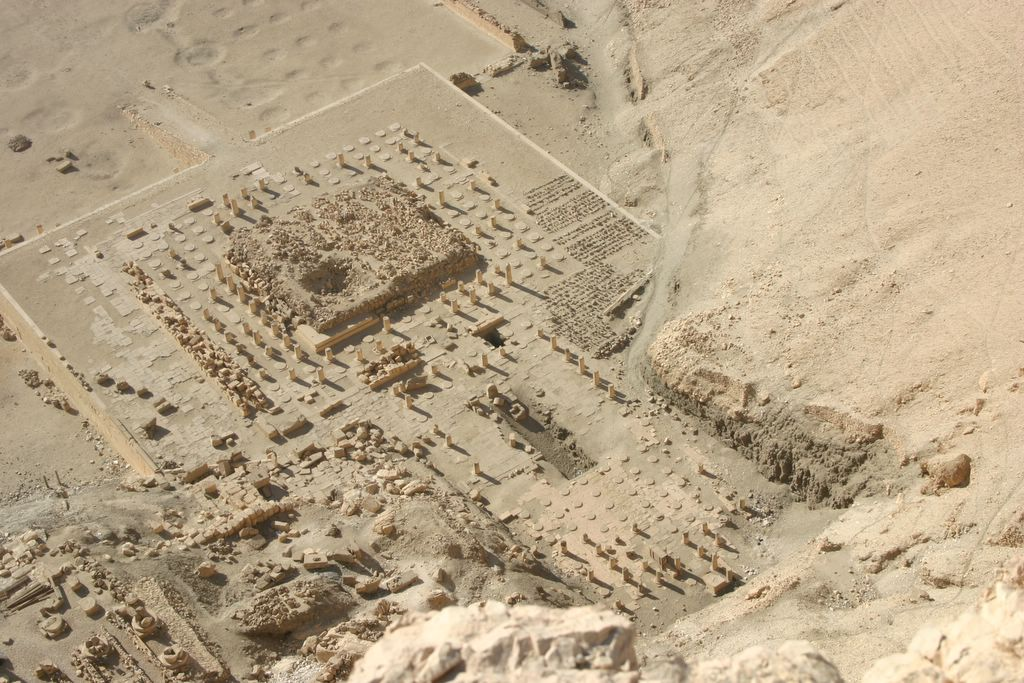
تصویری هوایی از مجموعه آرامگاه منتوحتپ دوم در دیر البحری
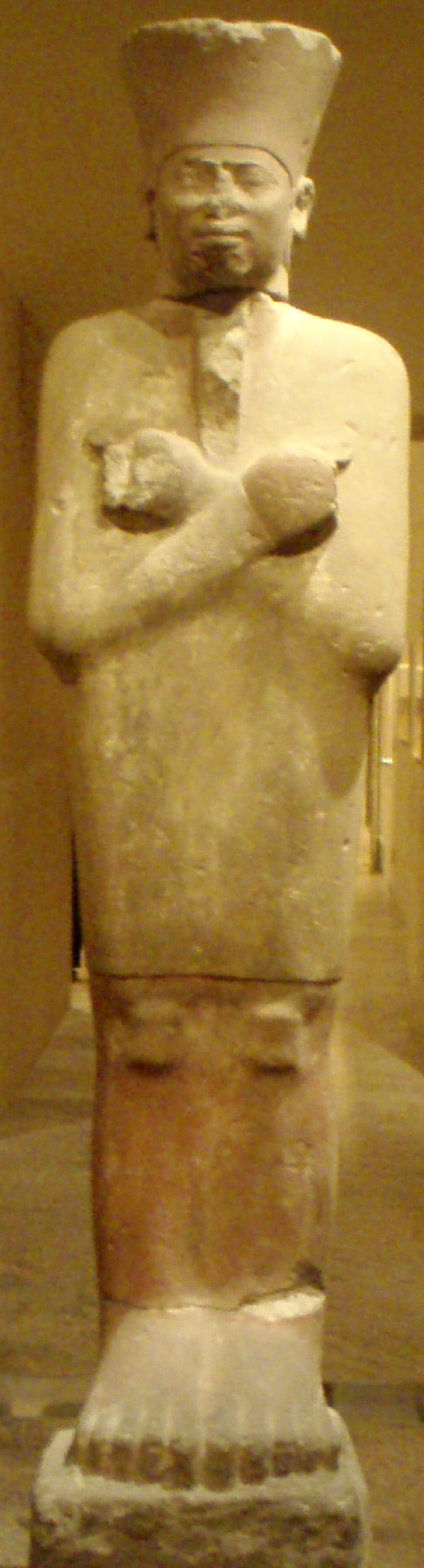
تندیسی رنگ‌آمیزی شده از منتوحوتپ که تاج سرخ مصر سفلی را بر سر دارد، موزه متروپولیتن
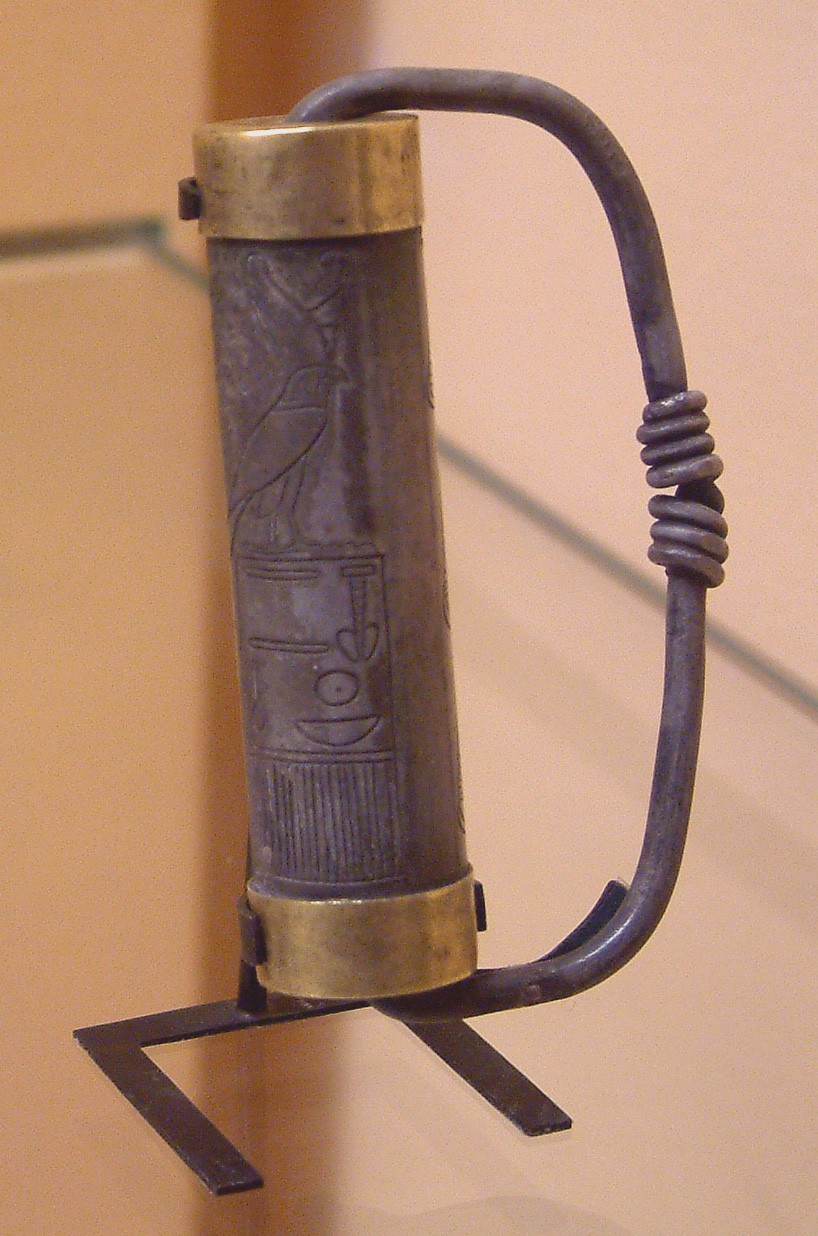
مهر استوانه‌ای منتوحتپ دوم، موزه لوور